# Pseudomallada genei
Pseudomallada genei is een insect uit de familie van de gaasvliegen (Chrysopidae), die tot de orde netvleugeligen (Neuroptera) behoort. 
Pseudomallada genei is voor het eerst wetenschappelijk beschreven door Rambur in 1842.